# Иоганн Шлезвиг-Гольштейнский
Принц Иоганн (Ганс) Шлезвиг-Гольштейнский (дат. Johan (Hans) af Slesvig-Holsten; 9 июля 1583[…], Замок Хадерслев, Южная Дания — 28 октября 1602, Москва) — датский герцог, младший сын Фредерика II Датского и Софии Мекленбург-Гюстровской; брат датского короля Кристиана IV. В русской истории остался как «Иоанн королевич» (в ряде русских документов — Яган), жених царевны Ксении Годуновой, неожиданно умерший в Москве в 1602 году.

## Биография
Принц Иоганн прибыл в Москву и согласился стать русским удельным князем. По словам Исаака Массы, «царь Борис изъявлял чрезвычайную радость; царица и молодая княжна видели герцога сквозь смотрительную решетку, но герцог их не видел, ибо московиты никому не показывают своих жен и дочерей и держат их взаперти». Епископ Арсений Елассонский пишет, что принц «весьма понравился самой дщери и родителям её, царю и царице, и всем придворным, кто видел его, потому что был не только благороден и богат, но и был молод, а главное настоящий красавец и большой умница. Царь и царица весьма полюбили его и ежедневно принимали его во дворце, желая устроить брак».
Принц Иоанн принялся изучать русские обычаи, а Ксения поехала перед свадьбой на богомолье в Троице-Сергиеву лавру (сохранилось описание её пышной поездки). Но Иоганн внезапно заболел и умер в Москве, так и не увидев невесты. Его похоронили в Лютеранской церкви Святого Михаила в Немецкой слободе, где хоронили знатнейших особ лютеранского вероисповедания. После смерти принца все его приближённые перед возвращением на родину были щедро одарены царём Борисом.
Во время Смутного времени гробница Иоганна была разорена и разграблена «польскими и литовскими людьми». В 1637 году брат Иоганна король Кристиан IV обратился к царю Михаилу Фёдоровичу с просьбой отправить останки брата для перезахоронения на родину, для чего прислал корабль в Нарву (Ругодив). Останки, найденные в могиле в присутствии датского посла, были по царскому приказу собраны в новый гроб и отправлены в сопровождении русского дворянина в Нарву, о чем царь известил короля в грамоте от 5 марта 1637 года.

## В художественной литературе
Королевич — персонаж пьесы А. К. Толстого «Царь Борис», где он выступает под именем брата «Христиан» (Толстой не желал повторять в своей драматической трилогии имя Иоанна Грозного). Согласно авторской придумке, Иоганн, Ксения и Фёдор свободно общаются за закрытыми дверями и строят совместные планы.